# Dusona citeria
Dusona citeria är en stekelart som beskrevs av Gupta 1977. Dusona citeria ingår i släktet Dusona och familjen brokparasitsteklar. Inga underarter finns listade i Catalogue of Life.